# Банисадр, Абольхасан
Сеид Абольхасан Банисадр (перс. سیدابوالحسن بنی‌صدر‎; 22 марта 1933[…], Хамадан — 9 октября 2021, XIII округ Парижа) — иранский политический и государственный деятель, первый президент Ирана, демократически избранный сразу после Исламской революции 1979 года.

## Биография
Родился в западном Иране, в провинции Хамадан. Сын известного аятоллы Сайеда Насроллы Банисадра, близкого к Рухолле Хомейни (познакомился с Хомейни на похоронах отца в 1974 году). Учился в столичной исламской школе. Окончил сначала теологический, а затем юридический факультеты Тегеранского университета. Занимался научно-исследовательской работой в области экономики в социологическом институте. В дальнейшем изучал экономику и финансы в Сорбонне.
Начал политическую деятельность со сбора подписей под требованием национализации нефтедобычи. Вступил в антишахское студенческое движение в 1960-х, дважды сидел в тюрьме за антиправительственные выступления и был ранен в ходе беспорядков в июне 1963 года.
В 1964 году бежал во Францию, где присоединился к исламской оппозиции в изгнании во главе с аятоллой Хомейни, войдя в «четвёрку» его ближайших советников (Аббас Амир-Энтезам, Садек Готбзаде и Ибрагим Язди). Учился и преподавал во Франции 17 лет, получил докторскую степень в Сорбонне. В звании профессора читал лекции по экономике развивающихся стран. Написал книгу Eghtesad Tohidi (примерный перевод — «Экономика монотеизма»), посвященную исламскому банкингу.
Вернулся в Иран вместе с Хомейни в феврале 1979 года и был включён в состав Исламского революционного совета. Был назначен заместителем, а 6 ноября — министром экономики и финансов и одновременно (на несколько недель) министром иностранных дел в переходном правительстве Ирана. Был избран в Совет экспертов по составлению проекта новой конституции страны.

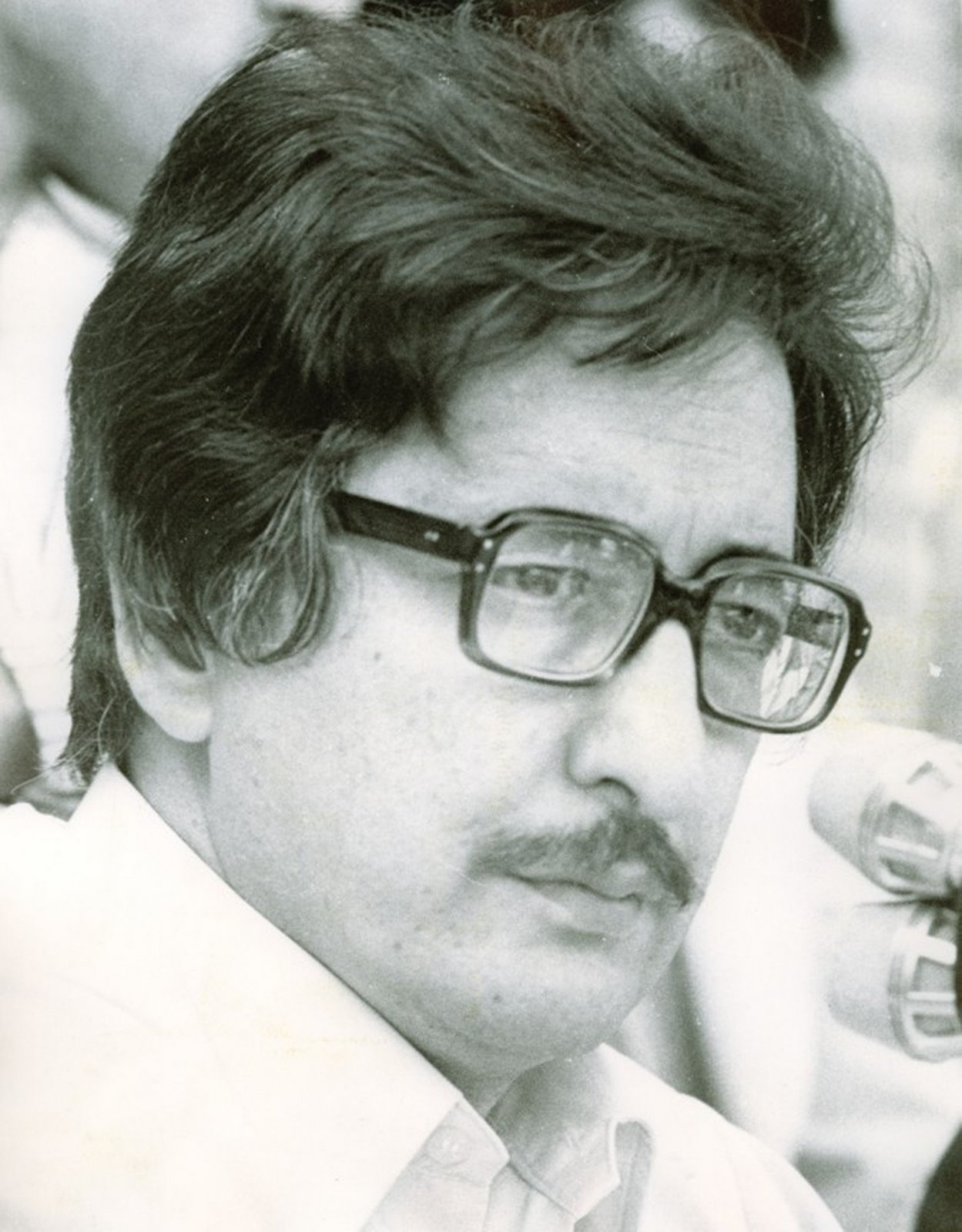
Абольхасан Банисадр в годы президентства.

25 января 1980 года был избран президентом Ирана на четырёхлетний срок, набрав на выборах 76,5 % голосов. 4 февраля официально вступил в должность. Хомейни же стал Высшим руководителем с полномочиями в любой момент снять Банисадра с должности. Церемония инаугурации прошла в госпитале, где лежал Хомейни после сердечного приступа. Хомейни настоял на том, чтобы исламское духовенство не занимало все посты в правительстве и в ходе революции оказывал поддержку Банисадру. Однако вскоре отношения между ними стали ухудшаться: Рахбар обвинил Банисадра в неспособности адекватно руководить войсками в ходе ирано-иракской войны (в феврале 1980 года аятолла Хомейни делегировал ему полномочия верховного главнокомандующего).
21 июня 1981 года Меджлис вынес Банисадру импичмент с формулировкой «за деятельность, направленную против исламского духовенства». В ночь с 21 на 22 июня подразделения КСИР блокировали его дом и резиденцию, а также взяли под арест главных редакторов крупнейших газет. Утром 22 июня Хомейни подписал указ об освобождении Банисадра от обязанностей президента Ирана.
По некоторым сведениям, аятолла отдал приказ ликвидировать Банисадра, однако схватить его не удалось. Несколько недель ему удалось скрываться при помощи участников леворадикальной Организации моджахедов иранского народа (ОМИН), а 29 июля он бежал из страны вместе с главой ОМИН Масудом Раджави. В побеге большую роль сыграли офицеры иранских ВВС во главе с полковником Бензадом Моэзи, угнавшие самолёт ВВС Boeing 707 во Францию, где Банисадр жил до конца своих дней. Занимался общественной деятельностью (в октябре 1981 года вместе с ОМИН и Демократической партией Иранского Курдистана создал Национальный совет сопротивления Ирана), а также писал статьи об Иране, выступая против исламского режима и его лидеров.
В 1991 году издал книгу «Моя очередь говорить: Иран, революция и секретные сделки с США», в которой рассказал, в частности, о договорённостях с Р. Рейганом о продлении кризиса с американскими заложниками в Тегеране до президентских выборов 1980 года, плане Г. Киссинджера создать палестинское государство на территории иранской провинции Хузестан и тайных переговорах З. Бжезинского с С. Хуссейном перед вторжением Ирака в Иран в 1980 году.

## Личная жизнь и смерть
Начиная с 1981 года проживал на охраняемой французской полицией вилле в Версале близ Парижа. Его дочь Фируза в 1982—1984 гг. была замужем за Масудом Раджави; в это же время распался и альянс Раджави с Банисадром.
Умер на 89-м году жизни 9 октября 2021 в парижском госпитале Сальпетриер после продолжительной болезни.